# Alisadora de pelo

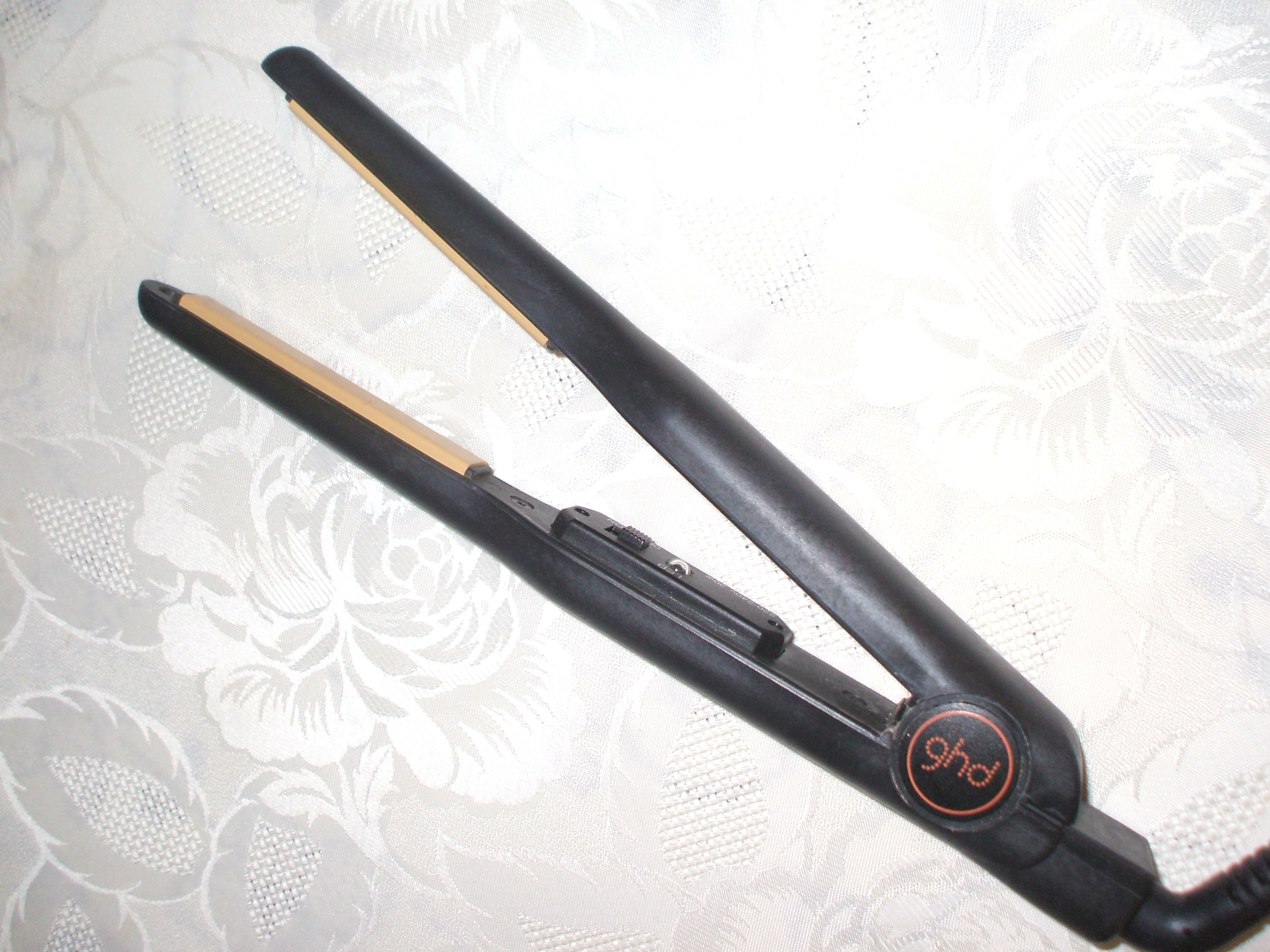
Plancha para el pelo

Un alisadora de pelo, plancha o planchita es un aparato eléctrico utilizado para alisar y modelar el cabello. Estos aparatos comenzaron de forma casi anónima, pero en la actualidad son un artefacto diario para muchas personas. Con el avance de la tecnología, las planchas alisadoras han mejorado tanto visualmente como en calidad.

## Historia
Pasaron muchos años, hasta que alguien decidió que plancharse el pelo debía ser algo de uso rutinario. 
A partir del siglo XIX con los grandes salones que tuvieron lugar en París, las mujeres empezaron a tener el deseo de tener el pelo planchado.
La estética capilar surge muchísimo antes de este período. En el antiguo Egipto, se conoce por las pinturas y por los papiros de la época, que las mujeres utilizaban diferentes cremas para tener el pelo alisado y que brillara.
Por muchos años a partir de la Edad Media, las mujeres empezaron a utilizar peinados de todo tipo. Como podemos ver en cuadros de diferentes museos de nuestro país, las familias nobles y reales utilizaban peinados de todo tipo.
A través de los años, las mujeres se preocupan por lucir con peinados a la moda de diferentes épocas. De esta manera, llegamos hasta el siglo XIX donde las mujeres se empezaron a preocupar realmente por la moda del alisado.
Línea histórica de las planchas de pelo:
Principios del siglo XIX
Las mujeres que deseaban alisar su cabello utilizaban métodos rudimentarios, como plancharlo con una plancha de hierro caliente o aplicar aceites y ungüentos para suavizarlo temporalmente. Estos métodos eran incómodos y no proporcionaban resultados duraderos.
1872
La primera evidencia de la invención de un instrumento rizador de pelo se atribuye a Marcel Grateau en 1972.  Pero Ada Harris solicitó una patente para la plancha de pelo en 1893.
Hay cuatro personas a las que se les atribuye la invención de la plancha de pelo y ninguna de ellas lo hizo realmente. Pero siempre aparecen en artículos sobre la historia de las planchas. 
Se diseñó una especie de peine metálico (algunos lo llaman tenacillas), que se calentaba y facilitaba la labor de enderezar y estilar el pelo.
Aunque algunos no consideran a este aparato como una plancha para el pelo propiamente dicha, éste fue el precursor de las planchas para el pelo modernas. Esto se considera un avance en la tecnología del alisado del pelo pero sigue siendo peligrosa y poco práctica.
1906
En 1906, un muchacho llamado Simone Monroe registró y patentó la primera plancha de pelo. La plancha de pelo que inventó Simone era un poco diferente de las placas calefactoras de plancha.
Su invento era muy sencillo, simplemente consistía en una herramienta con dientes de metal que al pasarlo por el cabello, lo alisaba.
Aunque su invento estaba lejos de los alisadores de pelo modernos, este fue un paso tecnológico importante para mejorar la ciencia del cabello.
Estas planchas parecían un peine. La varilla de metal tenía dientes de metal. Se calentaba y la gente lo usaba para alisarse el cabello mientras lo peinaban.
1909
Hubo que esperar 3 años más hasta la aparición del diseño de K. Shero, que consistía  en una plancha formada por dos partes planas metálicas que se calentaban y que se juntaban presionando el pelo para alisarlo. La patente se registró en 1909.
1912
Sin embargo, el primer diseño "moderno" de una plancha de pelo no apareció hasta 1912, y vino de la mano de Lady Jennifer Campana Schofield.
Este invento fusionó dos ideas de años anteriores, y diseñó una plancha de pelo formada por dos piezas metálicas planas unidas por una bisagra.
Las piezas metálicas se calentaban y el aparato se usaba de forma similar a como lo usamos hoy en día.
Fue en 1912 cuando la gente se topó con un modelo que más se parecía a los que utilizamos hoy en día. Tenía dos placas calentadas con una bisagra entre ellas.
Podrías abrirlo y cerrarlo fácilmente. Esta plancha fue creada por Lady Jennifer Bell Schofield.
La plancha se hizo muy popular en aquella época. Este modelo era mucho más fácil de sostener y el agarre también era bueno. A la gente le encantó la nueva plancha y empezó a utilizarla más que nunca.
1950
Durante la década de 1950 se fabricaron las planchas de pelo de tercera generación. 
Las chicas se reunían y practicaban alisarse el cabello entre ellas o intentaban crear rizos con ellas.
Las niñas aprendieron a utilizar alternativas si no tenían una plancha para alisar el cabello. 
Extendían su cabello sobre una tabla de planchar de tela y pasaban la plancha sobre su cabello para dejarlo liso y sin arrugas.
Funcionó a las mil maravillas, pero no era demasiado seguro ni era una tarea de una sola persona.
1980
Durante la época de los 80, el cabello liso volvió a ser tendencia. La gente se aburrió de los rizos y las ondas. Todo el mundo quería lucir un cabello liso que pareciera sedoso y brillante. Las empresas de belleza comenzaron a producir planchas en masa.
Estas planchas tenían un cuerpo de plástico. En él había dos placas de metal hechas de varios metales como aluminio, cobre, etc. Eran muy fáciles de usar y mejores que antes.

EN LA ACTUALIDAD:
Desde el año 2000 hasta la actualidad, las planchas de pelo han evolucionado no sólo en el modelo sino en diseño y comodidad implementando diferentes modalidades que se adapten a los diferentes tipos de cabello, como por ejemplo:
- Sistema de calentamiento rápido : tiene un calentamiento instantáneo en 10 segundos.
- Plancha profesional de cerámica : permite un alisado parejo y un uso sin límite.
- Tecnología iónica : Muchas mujeres sufren por el efecto ''Frizz'', esta combate con el Frizz.
- Planchas digitales: Permite regular la temperatura y el uso para cabellos finos o gruesos.

También han cambiado su tamaño. Antiguamente eran pesadas y gruesas, hoy podemos ver que son muy ligeras y tienen 2 tamaños y diversos colores. Como dato interesante cabe recalcar que cada vez son más los hombres más jóvenes sean los más propensos a utilizar estas herramientas que las generaciones mayores.

## Tipos
Materiales:
- Tecnología cerámica: son unas excelentes conductoras del calor además de repartirlo uniformemente por todo el cabello, sin límite de tiempo para su uso y con una oscilación de temperatura casi imperceptible, lo cual permite un planchado más parejo.
- Tecnología iónica: el frozen

en generado por los iones positivos (I+) que tiene el cabello reseco es la peor. Las planchas Laser Ion generan una alta emisión de iones negativos (I-) que combaten la carga positiva que tiene el cabello, produciendo así un efecto Anti-Frizz y un alisado más duradero.
- Plancha con cristales de turmalina : los patines recubiertos con turmalina tienen la capacidad de emitir calor infrarrojo lejano, cuidando el cabello al máximo. El calor infrarrojo lejano es más gentil que el convencional porque penetra directamente al centro del cabello, protegiendo la fibra capilar externa que es la más sensible al shock calórico.

- Planchas digitales : la regulación de temperatura hace que la plancha sirva para cualquier tipo de cabello (grueso o fino, obediente o rebelde, liso o crespo, etc). Permite también llegar a temperaturas requeridas para tratamientos permanentes como el alisado progresivo.

- Sistema de calentamiento rápido: las mejores planchas profesionales tienen un calentamiento casi instantáneo (en menos de 10 segundos llegan a su temperatura ideal)

Tamaño de las placas:
- Placas finas y estrechas: ideales para melenas cortas, flequillos incluso para ellos.
- Placas intermedias: miden entre 2 y 3 cm. Indicadas para alisar melenas intermedias y no muy largas. Son muy versátiles y con ellas podrás crear cualquier look que se te ocurra.
- Placas grandes: miden 5 cm y son óptimas para melenas largas, abundantes y rizadas de pelo grueso.

Modalidades:
- Regulable: Si tienes un pelo fino es importante que vayas subiendo la temperatura hasta encontrar cual es la óptima para ti.
- Fija: La mayoría de cabellos se alisan perfectamente a una temperatura de 185 °C y no es necesario subirla.
- Regulación automática: las placas incorporan sensores que van regulando la temperatura óptima para tu cabello.

## Temperatura adecuada
Los malos usos de las planchas de pelo pueden propiciar daños irreparables en el cabello. Por lo tanto, se recomienda aplicar una temperatura diferente en función del grosor y la resistencia del pelo:
- Cabello sintético: se recomienda una temperatura entre 60° - 90 °C.
- Pelo fino: el cabello sensible requiere entre 90° - 150 °C.
- Pelo normal: como norma general la temperatura adecuada ronda los 180 °C.
- Cabello grueso: necesita calor superior a 180 °C.
- Tratamientos de keratina: máximo 230 °C.

Existen planchas que calientan hasta 250 °C